# ستانلي ماركوس (شخصية أعمال)
ستانلي ماركوس (بالإنجليزية: Stanley Marcus)‏ هو شخصية أعمال أمريكي، ولد في 20 أبريل 1905 في دالاس في الولايات المتحدة، وتوفي في 22 يناير 2002.

## وصلات خارجية
- ستانلي ماركوس على موقع الموسوعة البريطانية (الإنجليزية)
- ستانلي ماركوس على موقع إن إن دي بي (الإنجليزية)